# Action Bible
Az Action Bible című képregény-sorozat kronológiai sorrendben mutatja be a Biblia néhány történetét. Sergio Cariello illusztrációi alatt sokak által elismert könyv jelent meg.
A képregény-illusztrátor közel negyven éve rajzol képregényeket. Dolgozott a Marvel Comicsnak és a DC Comicsnak. Több szuperhős megformálásában is részt vett, például a Pókember, Superman vagy Batman. Aztán 2006-ban felkérték a teljes Biblia megrajzolására (Action Bible), és a mű tavaly került a polcokra Amerikában. A képregénykönyv 12 részben a Patmos Records forgalmazásában jelent meg.

## A kezdetek
A hetvenes években már megjelent egy Képes Biblia az Amerikai Egyesült Államokban, a kiadó 2006-ban felkereste Sergio Cariello-t, hogy megrajzolná e elölről az egészet, jobb kiszerelésben. Az ő felügyelete és irányítása alatt folyt a jelenetek megrajzolása, a színezés és a betűk kialakítása.

## Kiknek szól az Action Bible?
Sergio Cariello a Hetek hetilapnak elmondta: felnőtteknek és gyermekeknek egyaránt szól az Action Bible. Miután kiadták, a vártnál több visszajelzés jött, melyben megemlítik még az idősebb korosztály érdeklődését is. Már megjelent spanyolul, portugálul, és koreaiul. A magyar kiadást a Patmos Records kiadó 12 kötetben jelentette meg, havonta 1 részt kiadva. Az utolsó kötet 2012 decemberében jött ki.